# Erdődi megállapodás
Az erdődi megállapodás (szerbhorvátul: erdutski sporazum) egy 1995. november 12-én létrejött, Kelet-Szlavóniáról, Baranyáról és Nyugat-Szerémségről szóló alapmegállapodás volt a Horvát Köztársaság hatóságai és a kelet-szlavóniai, baranyai és nyugat-szerémségi régió helyi szerb hatóságai között, a békéről szóló megállapodás volt. Megindította a régió békés újraintegrálását a központi kormány irányítása alá (amelyet az Egyesült Nemzetek Szervezete ellenőrzésével hajtottak végre), és garanciákat nyújtott a kisebbségi jogokra és a menekültek visszatérésére. Az egyezmény a kelet-szlavóniai Erdődről, az aláírás helyszínéről kapta a nevét. Az aláírók Hrvoje Šarinić, Horvátország volt miniszterelnöke és Milan Milanović helyi szerb politikus, a Krajinai Szerb Köztársaság (RSK) képviselője voltak, utóbbi a Jugoszláv Szövetségi Köztársaság hatóságainak utasítására írta alá az egyezményt. A tanúk Peter Galbraith, az Egyesült Államok akkori horvátországi nagykövete és Thorvald Stoltenberg, az ENSZ közvetítője voltak.
Kelet-Szlavónia, Baranya és Nyugat-Szerémség területét korábban az RSK, előtte pedig a Kelet-Szlavóniai, Baranyai és Nyugat-Szerémségi Szerb Autonóm Terület ellenőrizte. A megállapodást az ENSZ Biztonsági Tanácsának 1023. számú határozata is elismerte, és ez megnyitotta az utat az Egyesült Nemzetek Szervezete Kelet-Szlavóniai, Baranyai és Nyugat-Szerémségi Átmeneti Hatóságának (UNTAES) létrehozásához. Az UNTAES-t nem közönséges ENSZ-missziónak tervezték, hanem részben az Egyesült Nemzetek Szervezetének Kambodzsai Átmeneti Hatóságának mintájára átmeneti adminisztrációnak, így az UNTAES-t, amely az Egyesült Nemzetek Szervezetének protektorátusa volt közvetlen és legfelsőbb kormányzási mandátummal látták el a térségben.

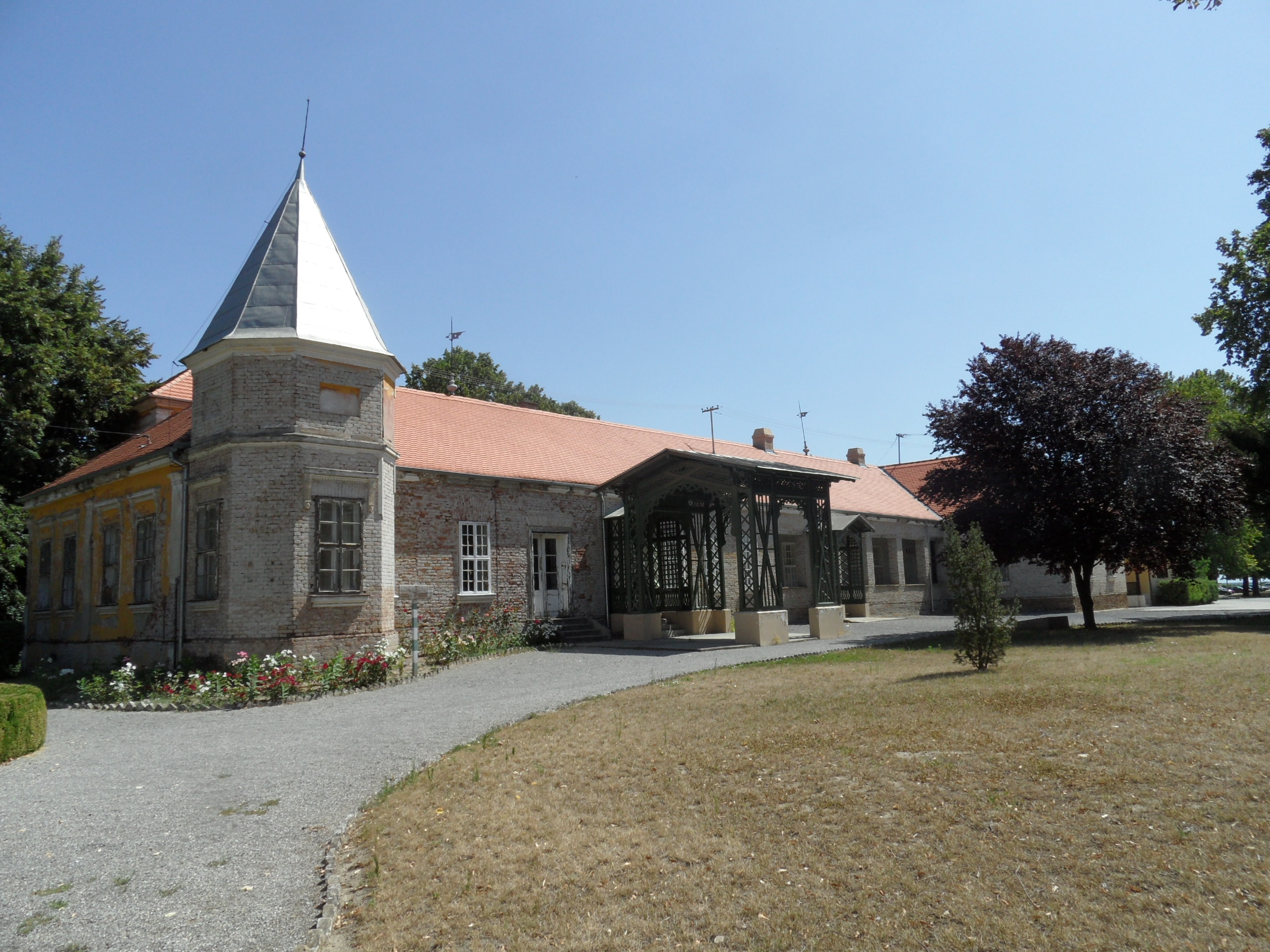
A megállapodás aláírásának helyszíne az erdődi Adamovich-Cseh-kastély

## Előzmények
A zágrábi külföldi nagykövetek mini kontaktcsoportja 1995-ben átfogó javaslatot fogalmazott meg Franjo Tuđman horvát elnöknek és a Knini Szerb Krajina vezetőinek a horvátországi háború békés megoldására. A javaslat, mely Z–4 tervként lett ismert, Krajinát Horvátország autonóm régiójaként meghatározó új alkotmányos egyezmény alapján javasolta annak visszaillesztését a horvát alkotmányos keretek közé. A terv nem külön autonómiát irányzott elő Kelet-Szlavóniára, hanem két éves átmeneti időszakot. A knini krajnai vezetők megtagadták a javaslattervezet átvételét, amely ezt követően a Villám és a Vihar hadművelethez, valamint Krajina teljes katonai vereségéhez vezetett, aminek következtében több mint 200 000 horvátországi szerb menekült hagyta el otthonát.
Ezt követően Kelet-Szlavónia, Baranya és Nyugat-Szlavónia (közismert egységes nevén Kelet-Szlavónia) területe maradt Horvátország egyetlen szerb irányítás alatt álló része. Krajinával ellentétben Kelet-Szlavónia hosszan volt határos osztozott a Szerb Köztársasággal, ráadásul gazdaságilag és társadalmilag is jobban függött, és politikailag is sokkal szorosabban kötődött a belgrádi és újvidéki, mint krajnai hatóságokhoz. Ez arra késztette a nemzetközi közösséget, hogy tartson attól, hogy a horvát beavatkozás Kelet-Szlavóniában katonai reakciót váltana ki Jugoszláviából, és az ellenségeskedés fokozódását eredményezné. A krajinai katonai vereség és a washingtoni megállapodás aláírása ugyanakkor teret nyitott a boszniai fegyveres konfliktus megoldására, amelyet az Egyesült Államok kormánya az 1996-os amerikai elnökválasztás előtt politikai munícióként kívánt felhasználni. Horvátország a daytoni békekonferencián való részvételét a kelet-szlavóniai konfliktus megoldásához kötötte, miközben a nemzetközi közösség ragaszkodott a délszláv válság minden újabb eszkalációjának elkerüléséhez. Mindez olyan helyzetet teremtett, amelyek alapján a minden érintett fél által elfogadott békés megoldást előnyben részesítették.

## A megállapodás tartalmának kialakulása

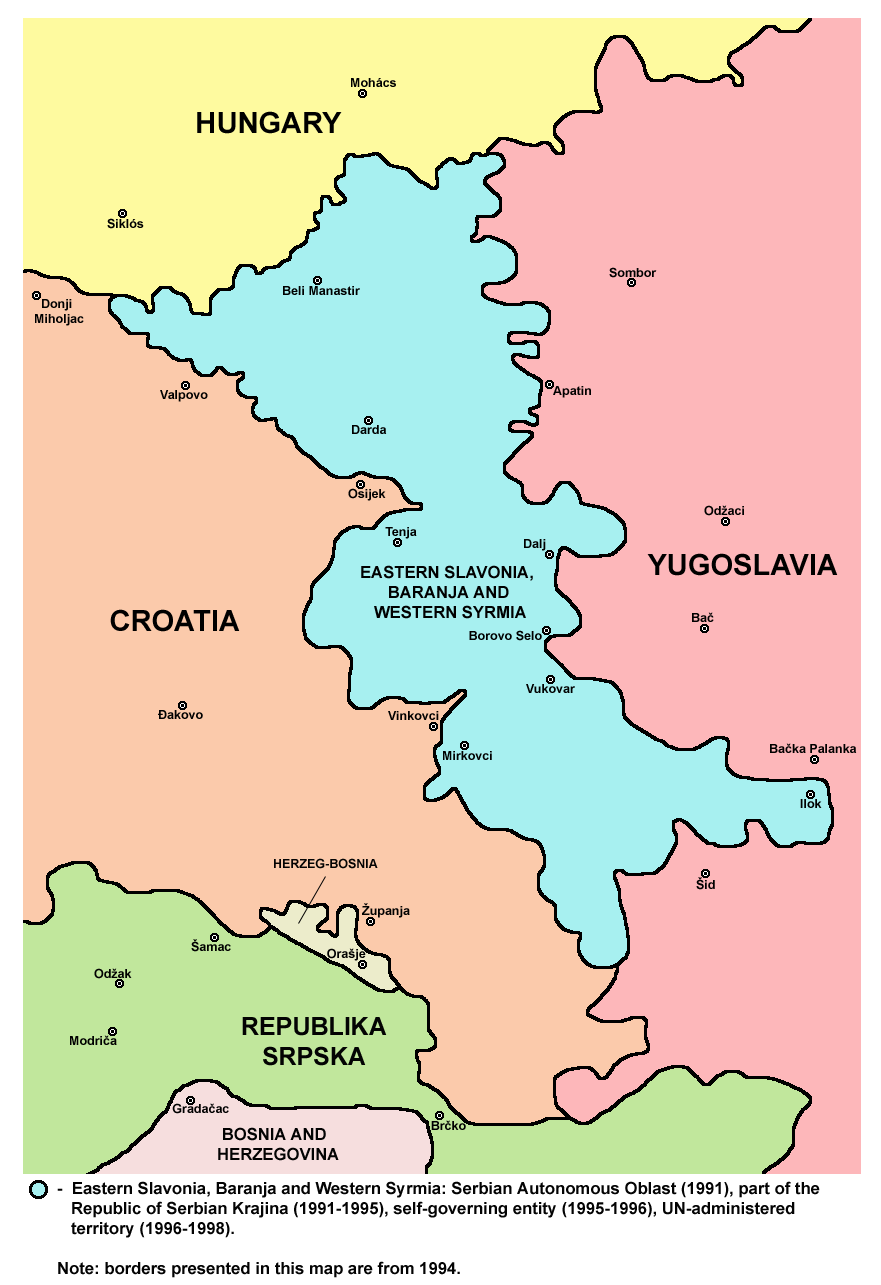
Az erdődi megállapodás által érintett kelet-szlavóniai területek

A boszniai béketörekvések részeként Bill Clinton, az Amerikai Egyesült Államok elnöke is megfogalmazta elvárásait arra vonatkozóan, hogy szükség van egy hosszú távú tervre a kelet-szlavóniai helyzet megoldására is, amely a horvát szuverenitáson és a Z-4-terv elvein (köztük az ott élő szerbeknek nyújtott garanciákon, beleértve a menekültek visszatérési jogát) alapul Annak ellenére, hogy a területi autonómia előkelő helyet foglalt el Clinton elnök tervei között, és Peter Galbraith amerikai nagykövet is erre törekedett, ezt a javaslatot a horvát kormány, amely a területi autonómiával szemben a katonai megoldást részesítette előnyben, elutasította. Ez arról győzte meg a nemzetközi közösséget, hogy ne a területi autonómiára, hanem a kisebbségi jogokra és a települések közötti együttműködésre összpontosítson. A területi autonómiára vonatkozó rendelkezések az egyezménybe való felvételének megtagadása megerősítette az emberi jogi rendelkezések beemelése iránti igényeket.

## A megállapodás rendelkezései

### A menekültek visszatérése
Az Egyesült Nemzetek Szervezetének Átmeneti Hatóságát (UNTAES) felkérték, hogy biztosítsa a menekültek és a lakóhelyüket elhagyni kényszerült személyek származási otthonaikba való visszatérésének lehetőségét. Ugyanazok a jogok illessék meg azokat, akik elhagyták a régiót, mint azokat, akik Horvátország más részeiről érkeztek a régióba.

### A hatalommegosztás
A helyi horvát és szerb közösségek által létrehozott közös végrehajtó bizottságok segítsék az UNTAES-t a régió irányításában. A helyi rendőri erőket úgy szervezzék meg, hogy bennük azonos számban legyenek a horvát és szerb etnikumúak, emellett a régió összes többi közösségébe kisebb létszámban legyen képviselve bennük.

### A kisebbségi jogok
Maga a megállapodás, valamint az UNTAES mandátuma alatti későbbi fejlemények és kötelezettségvállalások ma is számos kisebbségi intézmény működésének alapját képezik. A szerb közösség számára biztosított jogok egyike volt a szerb többségű Önkormányzatok Közös Tanácsának megalakítása. Ugyanebben az időben más intézmények is létreejöttek, mint például a Szerb Nemzeti Tanács és a Novosti című hetilap, míg néhányat, például a Radio Borovot, a horvát törvények szerint vették nyilvántartásba. A megállapodás megkövetelte a nemzetközileg elismert emberi jogok és alapvető szabadságok legmagasabb szintű tiszteletben tartását.

## Fordítás
- Ez a szócikk részben vagy egészben  az   Erdut Agreement című angol Wikipédia-szócikk ezen változatának fordításán alapul.  Az eredeti cikk szerkesztőit annak laptörténete sorolja fel. Ez a jelzés csupán a megfogalmazás eredetét és a szerzői jogokat jelzi, nem szolgál a cikkben szereplő információk forrásmegjelöléseként.